# Tory

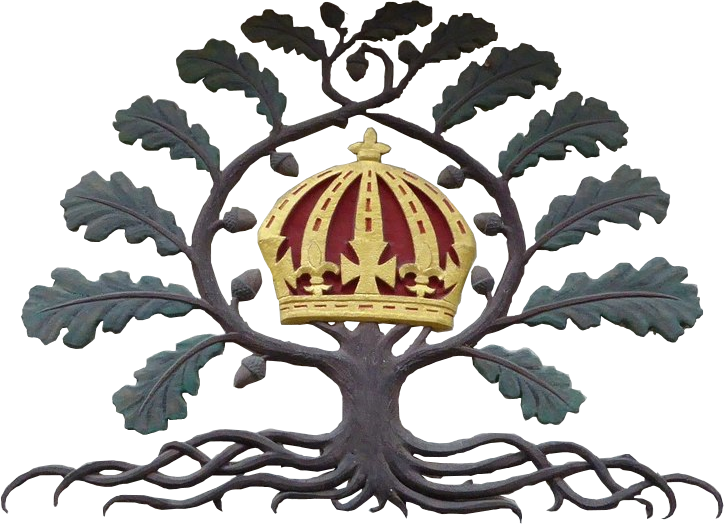
Royal Oak — Biểu tượng hình cây sồi đại diện cho các Tory bảo tồn với nhau

Tory (đọc là: /ˈtɔːri/, cũng được biết như Chủ nghĩa Tory) là cách gọi thông tục cho người nắm giữ một triết lý chính trị dựa trên một phiên bản người Anh của Chủ nghĩa bảo thủ và truyền thống, trong đó nó duy trì bảo tồn uy quyền của trật tự xã hội dựa trên sự phát triển những giá trị, những truyền thống, những thiết chế của Văn hóa nước Anh (chính trị, văn hóa, đạo đức, tôn giáo) trong suốt lịch sử. Các đặc tính của một Tory đã được tóm tắt bằng cụm từ "Chúa, Vua và Quê hương".
Các Tory nói chung là những người theo Chủ nghĩa quân chủ, nắm giữ các ý kiến đánh giá cao thẩm quyền và yêu sách của giáo hội Anh tối cao (High Church), nó phản đối chủ nghĩa tự do của phe Đảng Whig. Thông thường, Tory bảo vệ các ý tưởng về hệ thống cấp bậc, trật tự của tự nhiên và tầng lớp quý tộc.
Thuật ngữ "Tory" được sử dụng bất kể ai có phải là người theo chủ nghĩa truyền thống hoặc không. Những người tuân theo Chủ nghĩa Tory trong thời hiện đại được gọi là High Tory.

## Nguồn gốc

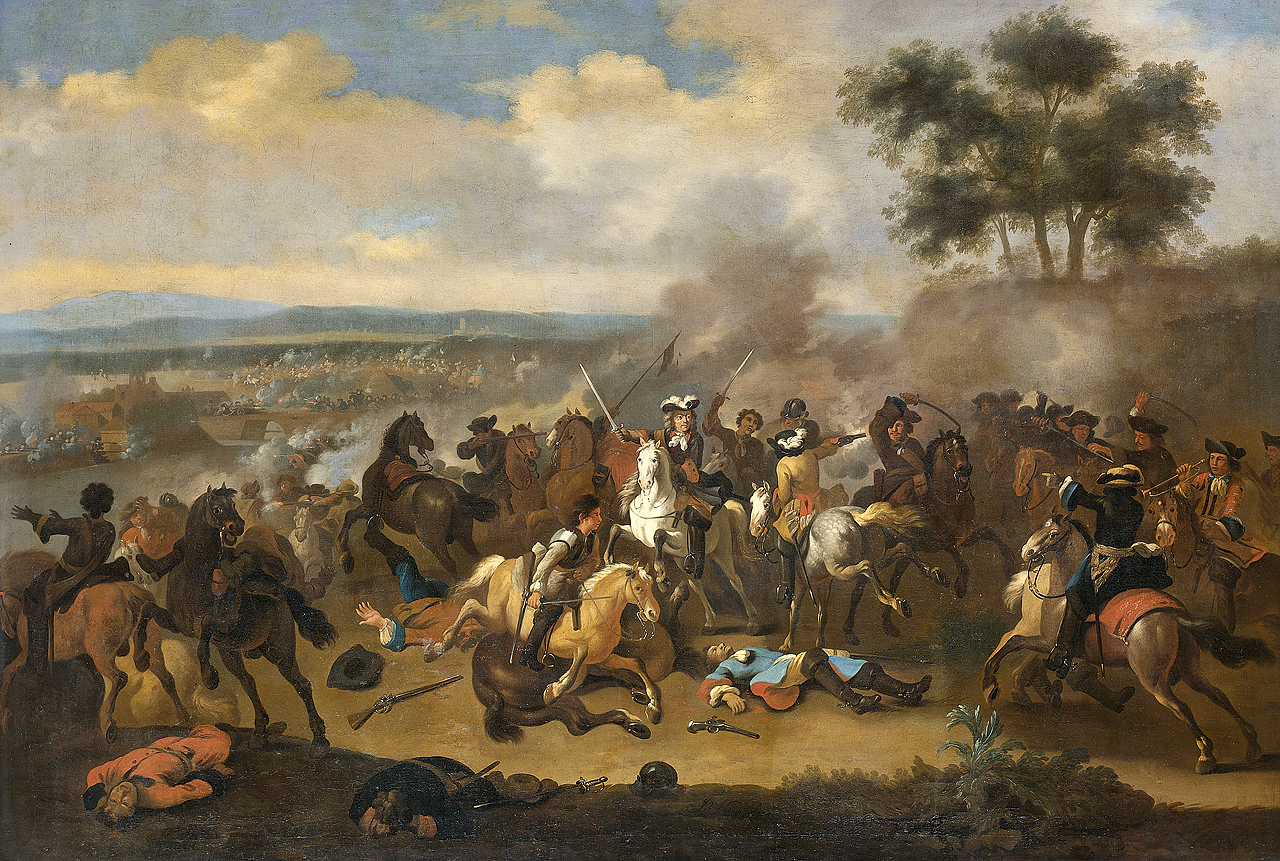
Một cuộc giao tranh trong Trận chiến Boyne, 1690.

## Lịch sử

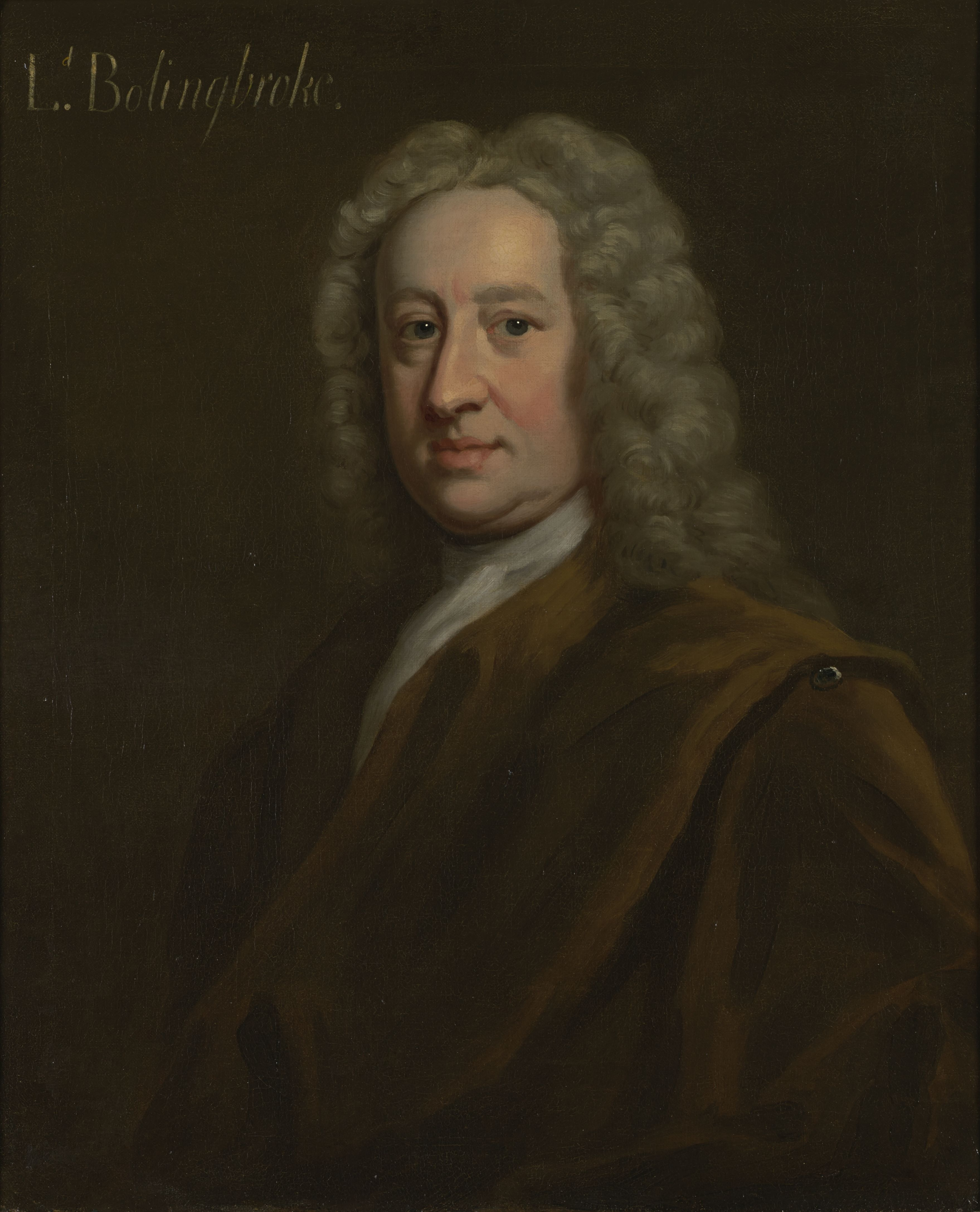
Lord Bolingbroke (1678-1751), một 'Tory' trong quốc hội lãnh đạo, nắm quyền trong những năm cuối cùng của triều đại Nữ vương Anne.

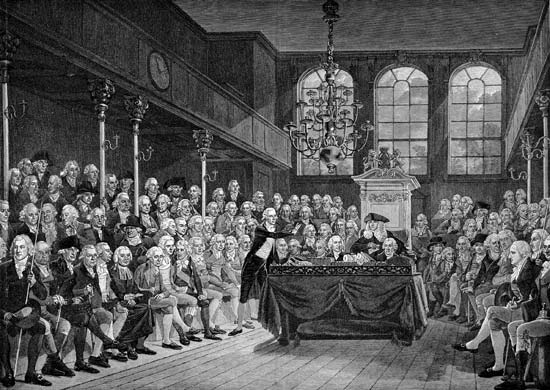
Bức tranh vẽ William Pitt trẻ đang phát biểu tại Hạ viện.

### Hoa Kỳ

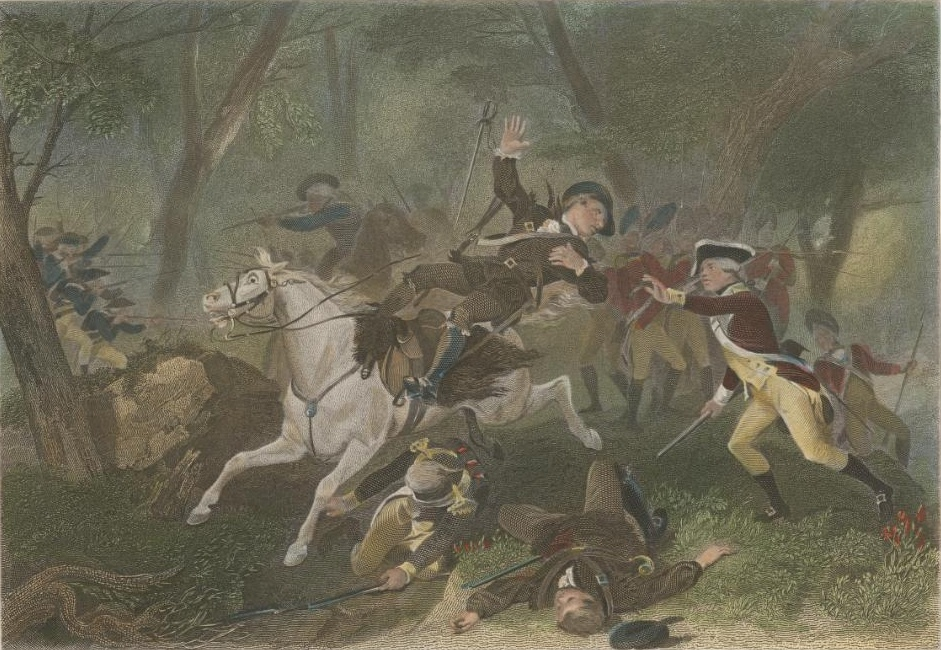
Bức tranh mô tả cái chết của Thiếu tá người Anh Patrick Ferguson tại Trận chiến Núi Vua trong Cuộc chiến Cách mạng Hoa Kỳ, ngày 7 tháng 10 năm 1780.